# Коробочка (плід)

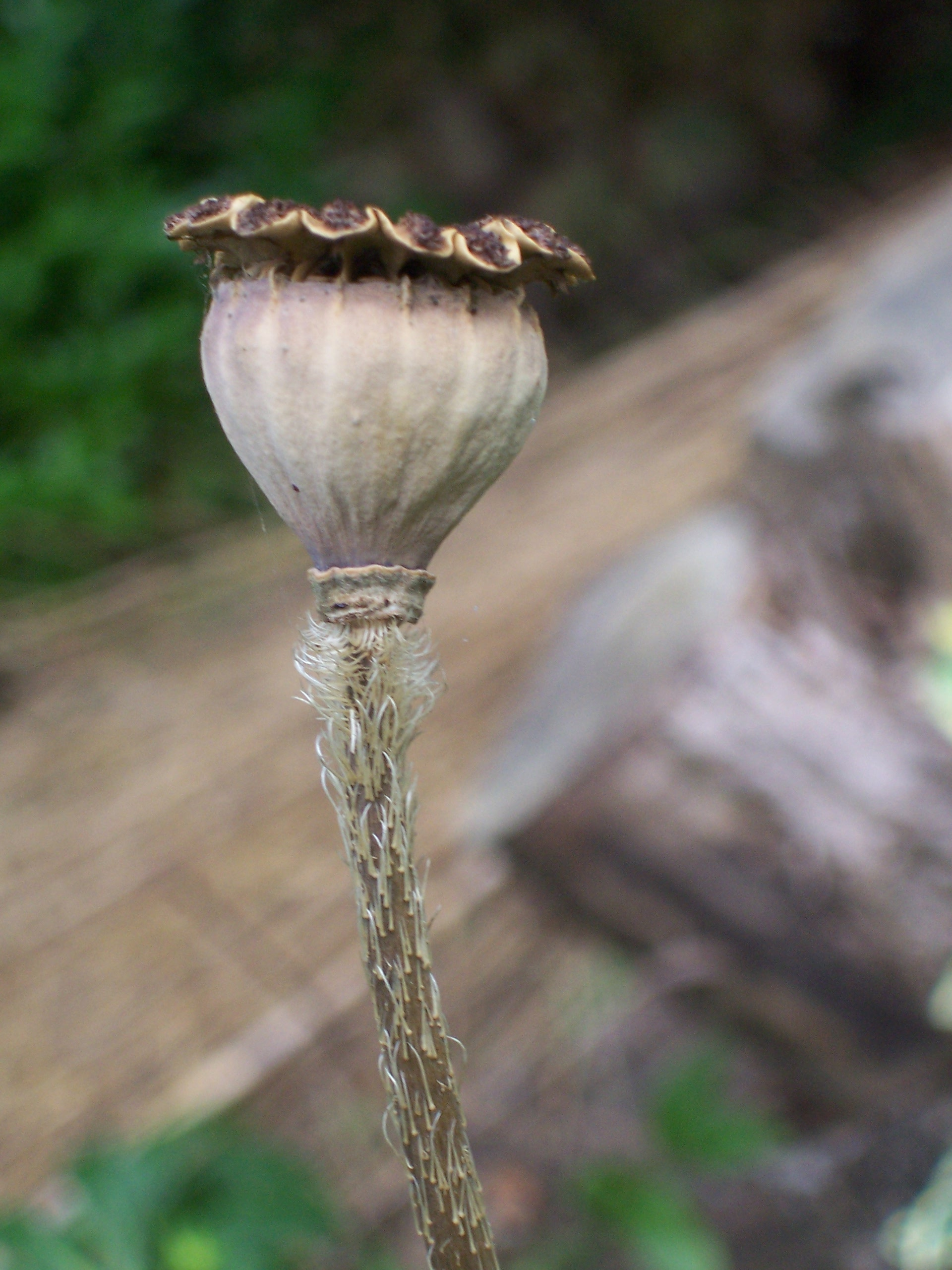
Коробочка маку

Коробочка (лат. capsula) — тип плоду, що складається з кількох зрослих між собою плодолистків.
Здебільшого коробочка — сухий одно- або багатогніздий плід. При достиганні розкривається різними способами: спадає кришечка (наприклад в блекоти, подорожника), відвертаються зубчики на верхівці (наприклад у рясту), утворюються поздовжні щілини (наприклад у дурману), дірочки (наприклад у маку). Деякі рослини відкривають плід лише після потрапляння на нього вологи (Carpobrotus edulis), або ж вистрілюють насінням з коробочки (Blepharis attenuata).